# Lubná, Rakovník
Lubná là một làng thuộc huyện Rakovník, vùng Středočeský, Cộng hòa Séc.